# Коста-Барко (Бреша)
Коста-Барко је насеље у Италији у округу Бреша, региону Ломбардија.
Према процени из 2011. у насељу је живело 1319 становника. Насеље се налази на надморској висини од 192 м.